# 세인트루이스 스트라이커스
세인트 루이스 스트라이커스(영어: St. Louis Strikers)는 2003년에 설립된 미국의 축구 팀이며, 세인트루이스를 연고로 한다. 유니폼의 색깔은 흰색과 녹색이었다.